# Caro-Kann-Verteidigung
|   | a | b | c | d | e | f | g | h |   |
| 8 |   |   |   |   |   |   |   |   | 8 |
| 7 |   |   |   |   |   |   |   |   | 7 |
| 6 |   |   |   |   |   |   |   |   | 6 |
| 5 |   |   |   |   |   |   |   |   | 5 |
| 4 |   |   |   |   |   |   |   |   | 4 |
| 3 |   |   |   |   |   |   |   |   | 3 |
| 2 |   |   |   |   |   |   |   |   | 2 |
| 1 |   |   |   |   |   |   |   |   | 1 |
|   | a | b | c | d | e | f | g | h |   |

Die Grundstellung der Caro-Kann-Verteidigung nach 1. e2–e4 c7–c6
Bei der Caro-Kann-Verteidigung oder kurz Caro-Kann handelt es sich um eine Eröffnung des Schachspiels. Sie zählt zu den Halboffenen Spielen und ist in den ECO-Codes unter den Schlüsseln B10 bis B19 klassifiziert. Benannt wurde sie nach dem englischen Schachspieler Horatio Caro und dem österreichischen Schachspieler Marcus Kann.
Die Grundstellung der Caro-Kann-Verteidigung entsteht nach den Zügen (in algebraischer Notation):
1. e2–e4 c7–c6

## Geschichte
Eine erste überlieferte Partie mit dieser Eröffnung wurde bereits 1847 gespielt. Der Name „Caro's Eröffnung“ geht auf eine 1886 in der Berliner wöchentlichen Schachzeitung Brüderschaft veröffentlichte Analyse durch Horatio Caro zurück. Auch der Wiener Schachmeister Marcus Kann wandte die Eröffnung an. Den Doppelnamen aus Caro und Kann verwendete 1890 erstmals Curt von Bardeleben in einem Beitrag für die Deutsche Schachzeitung, wo er von einer „Eröffnung Caro-Kann“ sprach. Die heutige Bezeichnung „Caro-Kann-Verteidigung“ kam erst im Laufe des zwanzigsten Jahrhunderts auf.
1910 wurde die Caro-Verteidigung in der bekannten Kurzpartie Réti – Tartakower gespielt. Populär wurde die Eröffnung, als Aaron Nimzowitsch sie in sein Repertoire aufnahm. Bei einem Weltmeisterschaftskampf wurde die Caro-Kann-Verteidigung erstmals 1958 von Michail Botwinnik angewandt.
In der modernen Turnierpraxis ist der Zug 1. … c7–c6 nach 1. … c7–c5 (Sizilianische Verteidigung), 1. … e7–e5 (Offene Spiele) und 1. … e7–e6 (Französische Verteidigung) die vierthäufigste Antwort auf den meistgespielten Eröffnungszug 1. e2–e4. Prominente Vertreter der schwarzen Spielweise sind unter anderem der ehemalige Schachweltmeister Anatoli Karpow und Jewgeni Barejew. Auch der ehemalige Weltmeister Viswanathan Anand greift des Öfteren auf die Caro-Kann-Verteidigung zurück, ebenso der aktuell stärkste deutsche Spieler, Vincent Keymer. 

## Strategische Grundidee
Mit seinem Eröffnungszug plant Schwarz die nachfolgende Expansion im Zentrum mit 2. … d7–d5.
Im Gegensatz zur Skandinavischen Verteidigung, bei der direkt im ersten Zug 1. … d7–d5 gespielt wird, kann Schwarz nach etwaigem Schlagen des Bauers (3. e4xd5) nun seinerseits mit einem Bauern zurückschlagen (3. … c6xd5) und somit seine Zentralstellung behaupten. Caro-Kann verfolgt insoweit die gleiche Idee wie die Französische Verteidigung, 1. … e7–e6. Wesentliche Unterschiede zur französischen Verteidigung bestehen unter anderem darin, dass der weißfeldrige Läufer c8 auf der Diagonalen c8–h3 entwickelt werden kann und nicht durch den Bauern e6 blockiert ist. Außerdem entsteht nach Abtausch auf d5 keine symmetrische Stellung. Dass die Caro-Kann-Verteidigung dennoch seltener gespielt wird als die Französische Verteidigung, liegt daran, dass es für Schwarz schwerer ist, das weiße Zentrum anzugreifen, als in der Französischen Verteidigung mit c7–c5, Sb8–c6, Dd8–c7/b6/a5.
Partien, die mit der Caro-Kann-Verteidigung eröffnet werden, verlaufen in den Hauptvarianten ruhiger als in der Französischen Verteidigung.

## Varianten
Die Hauptvarianten von Caro-Kann ergeben sich nach den weiteren Zügen:
2. d2–d4 d7–d5
|   | a | b | c | d | e | f | g | h |   |
| 8 |   |   |   |   |   |   |   |   | 8 |
| 7 |   |   |   |   |   |   |   |   | 7 |
| 6 |   |   |   |   |   |   |   |   | 6 |
| 5 |   |   |   |   |   |   |   |   | 5 |
| 4 |   |   |   |   |   |   |   |   | 4 |
| 3 |   |   |   |   |   |   |   |   | 3 |
| 2 |   |   |   |   |   |   |   |   | 2 |
| 1 |   |   |   |   |   |   |   |   | 1 |
|   | a | b | c | d | e | f | g | h |   |

Das klassische System nach 7. Sg1–f3 Sb8–d7 8. h4–h5 Lg6–h7

### Hauptvarianten mit 3. Sb1–c3 oder 3. Sb1–d2
Weiß erhält die Spannung im Zentrum aufrecht, indem er den Bauern e4 deckt. Die Varianten nach 3. Sb1–c3 oder 3. Sb1–d2 gehen nach dem Schlagzug 3. … d5xe4 mit 4. Sc3/Sd2xe4 ineinander über. Der ehemalige Schachweltmeister Anatoli Karpow bevorzugte in seiner aktiven Zeit die Entwicklung nach d2, um im Modernen System – 3. … g7–g6 und folgendem Läuferfianchetto nach g7 – seinen Bauern auf d4 mittels c2–c3 stützen zu können.
Varianten nach 3. Sb1–c3 (bzw. 3. Sb1–d2) d5xe4 4. Sc3xe4 (bzw. 4. Sd2xe4):
- Klassisches System: 4. … Lc8–f5 5. Se4–g3 Lf5–g6
Der Ausflug des weißfeldrigen Läufers lädt Weiß zu dem aggressiven und meistgespielten Zug in dieser Stellung ein: 6. h2–h4. Es droht h4–h5 mit Gewinn des Läuferpaars und weißem Vorteil nach z. B. 6. … Sb8–d7 7. h4–h5 Lg6–f5 8. Sg3xf5 Dd8–a5+ und Da5xf5. Schwarz verschafft seinem Läufer deshalb durch 6. … h7–h6 das Fluchtfeld h7. In dieser Variante rochieren beide Seiten nach weiterem 7. Sg1–f3 Sb8–d7 8. h4–h5 Lg6–h7 9. Lf1–d3 Lh7xd3 10. Dd1xd3 in der Regel lang. Weiß versucht seinen Raumvorteil am Königsflügel und im Zentrum auszunutzen, während Schwarz versucht, auf der halboffenen d-Linie Druck auszuüben und das weiße Zentrum ggf. durch den Hebel … c6–c5 zu sprengen. Der vorgerückte weiße h-Bauer kann im Endspiel zur Schwäche werden.

- Flohr-System/Petrosjan-Smyslow-System: 4. … Sb8–d7
 In den 1980er Jahren war das System populär. Karpov spielte es in mehreren Weltmeisterschaftskämpfen gegen Kasparov und in hochklassigen Turnieren. Später spielten Anand, Morozevich, Ivanchuk und Bologan es gerne. Die Idee dieses soliden Systems ist es, den weißen Springer auf e4 mit 5. … Sg8–f6 anzugreifen und im Falle eines Abtausches auf f6 mit dem Springer von d7 zurückzuschlagen, um eine Schwächung der Bauernstellung zu vermeiden. Weiß hat die Möglichkeit, mit dem aggressiven 5. Se4–g5 und folgendem Lf1–d3, Sg1–f3 und ggf. Dd1–e2 Springeropfer auf f7 oder e6 vorzubereiten. Die sechste und letzte Partie des Wettkampfes zwischen dem Schachcomputer Deep Blue und dem ehemaligen Schachweltmeister Garri Kasparow am 11. Mai 1997 wurde durch ein solches Springeropfer auf e6 zugunsten des Schachcomputers entschieden (siehe Deep Blue#Wettkämpfe gegen Kasparow). Bei genauem Spiel kann Schwarz solche Opfer vermeiden und auf ein vollwertiges Spiel hoffen.

- Bronstein-Larsen-Variante: 4. … Sg8–f6 5. Se4xf6+ g7xf6
In dieser Variante nimmt Schwarz einen Doppelbauern in Kauf und erhält dafür auf der halboffenen g-Linie und durch sein Bauernzentrum aktives Spiel. Allerdings hat der schwarze Aufbau auch erhebliche Nachteile: Der Doppelbauer macht das schwarze Spiel unflexibler, und der isolierte h-Bauer neigt im Endspiel zur Schwäche.

- Tartakower-Nimzowitsch-Variante: 4. … Sg8–f6 5. Se4xf6+ e7xf6
Hier verfügt Weiß über eine Bauernmehrheit auf dem Damenflügel (4 weiße gegen 3 schwarze Bauern), weshalb ein Bauern- oder Leichtfigurenendspiel für Schwarz meistens verloren ist. Zwar verfügt Schwarz über eine Bauernmehrheit auf dem Königsflügel, diese führt wegen des Doppelbauern aber zu keinem Freibauern. Dafür erreicht Schwarz eine schnelle Figurenentwicklung und nach der kurzen Rochade eine sichere Königsstellung.

Varianten mit 3. Sb1–c3 ohne Tausch auf e4:
- Gurgenidze-Gegenangriff: 3. Sb1–c3 b7–b5
- Modernes oder Gurgenidze-System: 3. Sb1–c3 g7–g6
- Esper-Variante: 3. Sb1-c3 a7-a6 
  - Ein Abwartezug, der vor allem die Idee, 4. Sg1-f3 mit ...Lc8-g4 beantworten zu können, verfolgt – z. B.: 5. Lf1-e2 e7-e6 6. O-O Sg8-f6 7. e4-e5 Sf6-d7 nebst ...c6-c5, ...Sb8-c6, ...Dd8-b6. Alternativ kann es mit Zugumstellung zum Einlenken in die Vorstoß- (4. e5) oder die Abtausch-Variante (4. exd5) - jeweils mit frühem Sb1-c3 und ...a7-a6 - kommen.[2]

|   | a | b | c | d | e | f | g | h |   |
| 8 |   |   |   |   |   |   |   |   | 8 |
| 7 |   |   |   |   |   |   |   |   | 7 |
| 6 |   |   |   |   |   |   |   |   | 6 |
| 5 |   |   |   |   |   |   |   |   | 5 |
| 4 |   |   |   |   |   |   |   |   | 4 |
| 3 |   |   |   |   |   |   |   |   | 3 |
| 2 |   |   |   |   |   |   |   |   | 2 |
| 1 |   |   |   |   |   |   |   |   | 1 |
|   | a | b | c | d | e | f | g | h |   |

Der Panow-Angriff nach 5. Sb1–c3

### Der Panow-Angriff
3. e4xd5 c6xd5 4. c2–c4 Sg8–f6 5. Sb1–c3. (In der englischsprachigen Literatur wird diese Variante schon ab 4. c2–c4 als Panow-Angriff bezeichnet.) Schwarz hat drei Hauptfortsetzungen:
- Mit 5. … e7–e6 verzichtet Schwarz auf die Entwicklung seines weißfeldrigen Läufers nach f5 oder g4 und festigt sein Zentrum. Nach 6. Sg1–f3 Lf8–e7 7. c4xd5 Sf6xd5 8. Lf1–d3 Sb8–c6 entsteht eine typische Isolani-Stellung der Verbesserten Tarrasch-Verteidigung. Das gilt ebenso für 7. c4xd5 Sf6xd5 mit 6. … Lf8–b4 statt Lf8–e7. 6. Sg1–f3 Lf8–e7 7. c4–c5 ist deshalb der als Caro-Kann einzuordnende Weg. Nach weiterer kurzer Rochade beabsichtigt Schwarz den Bauernhebel … b7–b6. Falls Weiß seinen Bauern c5 durch 8. b2–b4 vorsorglich deckt, ist der Sc3 ungedeckt. Darauf wird Schwarz Gegenspiel im Zentrum und am Königsflügel suchen durch … Sf6–e4. Das zeigt sich z. B. in 7. c4–c5 0–0 8. b2–b4 Sf6–e4 9. Dd1–c2 f7–f5.
- Nach 5. … Sb8–c6 beginnt ein eigenständiger Variantenkomplex, der teilweise zu sehr konkretem Spiel führt und bis ins Endspiel analysiert ist. Beispielsweise besiegte Michail Botwinnik beim Turnier in Moskau 1935 Rudolf Spielmann in nur 12 Zügen.[4]  Zwar kann Schwarz seinen Läufer weiterhin nach f5 oder g4 entwickeln, er muss aber dafür mit dem Vorstoß c4–c5 rechnen, der mit dem schwarzen Springer auf c6 stärker ist als ohne: Nach dem Hebel … b7–b6 ist dieser ungedeckt und kann mittels Lf1–b5 angegriffen werden. Für den anderen schwarzen Bauernhebel … e7–e5 wäre der Abtausch Lb5xc6 nachteilig. Nach 5. … Sb8–c6 6. Lc1–g5 oder 6. Sg1–f3 Lc8–g4 beginnen eigenständige Varianten, während 6. … e7–e6 jeweils durch Zugumstellung zur ersten Variante führt. 6. … Le6 war ein Versuch Alexander Aljechins
- 5. … g7–g6 opfert nach 6. Dd1–b3 lieber vorübergehend den Bauern d5 mit 6. … Lf8–g7 7. c4xd5 0–0.

### Die Vorstoßvariante
Im Gegensatz zur Vorstoßvariante der Französischen Verteidigung entwickelt Schwarz nach 3. e4–e5 zumeist seinen Läufer mit 3. … Lc8–f5, um im nächsten Zug mit … e7–e6 den Punkt d5 zu festigen und den Bauernhebel … c6–c5 vorzubereiten. Weiß hat zahlreiche Möglichkeiten im vierten Zug: Lf1–d3, h2–h4, g2–g4, Sg1–e2, c2–c4, c2–c3, Lc1–e3, Sb1–d2, f2–f4, sowie
- Das positionelle Short-System: 4. Sg1–f3 gefolgt von 5. Lf1–e2 und
- Das scharfe Van-der-Wiel-System: 4. Sb1–c3 e7–e6 5. g2–g4 Lf5–g6 6. Sg1–e2.

Die Varianten mit f2–f4, c2–c3 und Lc1–e3 können auch durch Zugumstellung ineinander übergehen.
Oft wird der schwarze Läufer auf f5 das Ziel weißer Angriffe, etwa durch g2–g4, h2–h4–h5 (Partiebeispiel) oder Sg1–e2–g3 bzw. Sg1–e2–f4 oder kann im Falle einer Öffnung des Damenflügels durch c2–c4 dort fehlen. Deshalb gewinnt in letzter Zeit die Fortsetzung 3. … c6–c5, die Michail Botwinnik in der Schachweltmeisterschaft 1961 dreimal gegen Michail Tal spielte, wieder an Popularität.

### Nebenvarianten

#### Abtauschvariante
3. e4xd5 c6xd5 4. Lf1–d3. Nach folgendem c2–c3 und … e7–e6 entspricht diese Stellung der Abtauschvariante des Damengambits mit vertauschten Farben. 4. … Sg8–f6 bereitet … Lc8–g4 vor. Nach 5. h2–h3 Sb8–c6 6. c2–c3 e7–e5 7. d4xe5 Sc6xe5 hat Schwarz zwar einen Isolani, aber freies Spiel.

#### Apokalypse-Angriff
2. Sg1–f3 d7–d5 3. e4xd5 c6xd5 4. Sf3–e5. Weiß wählt wieder den Abtausch, stellt dann aber den Springer wie einen Apokalyptischen Reiter vor die schwarze Stellung. Nach 4. … Lf5 droht mit Dame und Läufer über die geöffneten Diagonalen Unheil für den schwarzen König. Stattdessen kann Schwarz den Angriff aber mit Zügen wie 4. … a6 oder 4. … Sc6 einfach abwehren und erhält eine ausgeglichene Stellung.

#### Fantasy-Variante
Mit 3. f2–f3 wird zwar der Bauer e4 gedeckt; dieser Zug gilt allerdings als zweischneidig, da er nichts für die Entwicklung der Figuren leistet. Schwarz kann mit 3. … e7–e6 nebst … Sg8–f6 oder 3. … g7–g6 fortsetzen. Eine weitere interessante Idee ist, die Springer nach d7 und e7 zu entwickeln, um dann mit c5 oder e5 das weiße Zentrum zu attackieren (Hebel). Nicht selten wird mit 3. … d5xe4 4. f3xe4 e7–e5 (drohendes Damenschach auf h4) fortgesetzt, womit die Situation im Zentrum etwas geklärt wird und Schwarz freies Figurenspiel erhält. Analog zum Blackmar-Diemer-Gambit kann der Anziehende stattdessen (nach 3. … d5xe4) auch einen Bauern mit 4. Sb1–c3 opfern (Zugumstellung ins Rasa-Studier-Gambit, siehe unten).

#### Zweispringer-System
2. Sg1–f3 d7–d5 3. Sb1–c3. Dies wurde von Bobby Fischer gern gespielt. Durch 3. … d5xe4 4. Sc3xe4 Lc8–g4 erschwert Schwarz die weiße Zentrumsbildung.

#### Königsindischer Angriff
2. d2–d3 mit der Idee 3. Sb1–d2, 4. g2–g3, 5. Lf1–g2 usw.

#### Anti-Caro-Kann
Auch beschleunigter Panow-Angriff genannt: 2. c2–c4. Nach 2. … d7–d5 3. e4xd5 c6xd5 ergibt sich das Panow-System. 3. … Sf6 bietet das Skandinavische Gambit an, mit dem man auf Entwicklungsvorsprung spielt. Eine eigenständige Fortsetzung ist 2. … e7–e5.

#### Rasa-Studier-Gambit
2. d2–d4 d7–d5 3. Sb1–c3 d5xe4 4. f2–f3
mit ECO-Schlüssel B15
Verfolgt dem Blackmar-Diemer-Gambit ähnliche Ideen.

#### Böhmischer Angriff
Nach 2. Sg1–e2 entsteht der böhmische Angriff. Nach 2. … d7–d5 3. e4–e5 Lc8–f5 4. Se2–g3 Lf5–g6 5. h2–h4 h7–h6 6. h4–h5 Lg6–h7 opfert Weiß mit 7. e5–e6 einen Bauern, um die schwarze Entwicklung zu hemmen: 7. … f7xe6 8. d4 usw. Schwarz kann diese Variante umgehen, indem er beispielsweise 3. … c5 spielt.